# Autores de ciència-ficció feminista
Al llarg de la història de la literatura hi ha hagut moltes escriptores de ciència-ficció feminista (CFF). Algunes de les més prominents han estat Rokeya Sakhawat Hossain, amb el relat breu Sultana's Dream (1905); Charlotte P. Gilman, amb la seva obra Terra d'elles (1915); o molt abans Christine de Pisan, amb el Llibre de la ciutat de les dames (1405). Les distòpies o anti-utopies, en totes les seves variants, també han guanyat rellevància i contingut polític a mans d'escriptores com pot ser Margaret Atwood, una autora no especialitzada en ciència-ficció, amb El conte de la serventa (1985). Aquest gènere literari de ficció especulativa a més d'obres de narrativa inclou també poesia, teatre i còmic.

## Dones pioneres abans S.XIX
| Nom          | Cognom    | Nacionalitat | Neix | Mor  | Temes    | Obres rellevants                        | Obres     |
| ------------ | --------- | ------------ | ---- | ---- | -------- | --------------------------------------- | --------- |
| Christine de | PISAN     | França       | 1364 | 1430 | Feminari | Llibre de la ciutat de les dames (1404) | CAT ES FR |
| Margaret     | CAVENDISH | Regne Unit   | 1623 | 1673 | Utopia ♕ | The Blazing-World (1666)                | EN ES     |

## S.XIX - Primera Guerra Mundial
| Nom                | Cognom     | Nacionalitat            | Neix | Mor  | Temes                                     | Obres rellevants | Obres                                       |
| ------------------ | ---------- | ----------------------- | ---- | ---- | ----------------------------------------- | --- | ------------------------------------------- |
| Mary W.            | SHELLEY    | Regne Unit              | 1797 | 1851 | Queer ⚧                                   | Frankenstein or The Modern Prometheus (1818) | CAT EN ES                                   |
| Annie Denton       | CRIDGE     | Regne Unit              | 1825 | 1875 | Utopia ★                                  | Man's right: or, who would you like it? Compromising dreams (1870) | EN                                          |
| Lillie Devereux    | BLAKE      | Estats Units d'Amèrica  | 1833 | 1913 | Utopia ★                                  | "A Divided Republic. An Allegory of the Future" (1887): Relat | EN                                          |
| Mary E. Bradley    | LANE       | Estats Units d'Amèrica  | 1844 | 1930 | Ginecotopia ▼                             | Mizora: a prophecy (1880) | EN                                          |
| Elizabeth Burgoyne | CORBET     | Regne Unit              | 1846 | 1930 | Ginecotopia ▼                             | New Amazonia: A Foretaste of the Future (1889) | EN ES                                       |
| Alice Ilgenfritz   | JONES      | Estats Units d'Amèrica  | 1846 | 1905 | Utopia ★                                  | Unveiling a parallel: a romance (1893) | EN                                          |
| Ella               | MERCHANT   | Estats Units d'Amèrica  | 1857 | 1916 | Utopia ★                                  | Unveiling a parallel: a romance (1893) | EN                                          |
| Florence           | DIXIE      | Estats Units d'Amèrica  | 1855 | 1905 | Ginecotopia ▼ ⚢                           | Across Patagonia: A Lady Combs the Pampas (1880) Gloriana, or the revolution of 1900. (1890) | EN                                          |
| Charlotte Perkins  | GILMAN     | Estats Units d'Amèrica  | 1860 | 1935 | Utopia.1 Ginecotopia.2 Distopia.3 ★ ▼ ☯︎ ☁︎ | Trilogia Herland: 1. Moving the Mountain (1911) 2. Terra d'elles (1915) 3. With Her in Ourland (1916) | CAT EN ES                                   |
| Rokeya Sakhawat    | HOSSAIN    | Bangladesh · Regne Unit | 1880 | 1932 | Ginecotopia ▼                             | Relat breu "Sultana's Dream" (1905) সুলতানার স্বপ্ন (1908) Sultana's dream and Padmarag: two feminist utopias (2005) | EN                                          |
| Mary Maude Dunn    | WRIGHT     | Estats Units d'Amèrica  | 1894 | 1967 | Espai ➤                                   | The Brain of the Planet (1929) Into the 28th Century (1930) (*) Lilith Lorraine (pseudònim) | EN ES                                       |
| Katharine          | BURDEKIN * | Estats Units d'Amèrica  | 1896 | 1923 | Distopia ☁︎                                | Swastika Nigth (1937) (*) Murray Constantine (pseudònim) | EN                                          |
| Evangeline Wilna   | ENSLEY *   | Estats Units d'Amèrica  | 1907 | 1996 | Fantasia ✻                                | Tetralogia Mabinogi The Sword is Forged (1984) World Fantasy - Life Achievement 1989 (*) Evangeline Walton (pseudònim) | EN                                          |
| Catherine L.       | MOORE      | Estats Units d'Amèrica  | 1911 | 1987 | Fantasia Espai ✻➤                         | Black Gods and Scarlet Dreams (2002) Una compilació dels relats de la guerrera Jirel of Joiry. World Fantasy - Life Achievement 1981 Science Fiction Hall of Fame 1998 | EN ES                                       |
| Alice A.           | NORTON *   | Estats Units d'Amèrica  | 1912 | 2005 | Fantasia Espai ✻➤                         | Dark Piper (1968) Science Fiction Hall of Fame 1984 World Fantasy - Life Achievement 1988 SFWA Grand Master 1997 (1er guardó atorgat a una dona) (*) Andrew North (pseudònim) (*) Allen Weston (pseudònim)                                                                 | EN ES                                       |
| Alice B.           | SHELDON *  | Estats Units d'Amèrica  | 1915 | 1987 | Espai Ginecotopia Distopia ➤ ▼ ☁︎          | "The Women Men Don't See" (1973) "Houston, Houston, Do You Read?" (1976) Science Fiction Hall of Fame 2012 3 guardons Nebula (1974,1977,1978) 2 guardons Hugo (1974, 1977) 2 guardons Locus (1984,1986) (*) James Tiptree Jr. (pseudònim) (*) Raccoona Sheldon (pseudònim) | EN ES                                       |
| Zenna              | HENDERSON  | Estats Units d'Amèrica  | 1917 | 1983 | Queer ⚧                                   | Ingathering: The Complete People Stories of Zenna Henderson (1995) | EN ES Arxivat 2018-12-16 a Wayback Machine. |

## Període d'entreguerres (1919-1938)
| Nom           | Cognom      | Nacionalitat                     | Neix | Mor  | Temes                         | Obres i guardons rellevants | Obres     |
| ------------- | ----------- | -------------------------------- | ---- | ---- | ----------------------------- | --- | --------- |
| Doris         | LESSING     | Regne Unit · Zimbabwe            | 1919 | 2013 | Espai Distopia ➤ ☁︎            | The Memoirs of a Survivor (1974) Re: Colonised Planet 5, Shikasta (1979) Mara i Dann : una aventura (1999) The Clef (2007) Premi Internacional Catalunya 1999 Premi Nobel de Literatura 2007              | CAT EN ES |
| Carol         | EMSHWILLER  | Estats Units d'Amèrica           | 1921 |      | Fantasia ✻                    | Abominable (1980) Carmen Dog (1988) 2 guardons Nebula (2002, 2005) Guardó Philip K. Dick 2003 World Fantasy - Life Achievement 2005                                                                       | EN ES     |
| Judith        | MERRIL      | Estats Units d'Amèrica · Canadà  | 1923 | 1997 | Espai Bèl·lic ➤✖︎              | Guardó Aurora (1983,1986) Autor Emèrit de la SFWA 1997 Science Fiction Hall of Fame 2013 | EN ES     |
| Sonya         | DORMAN      | Estats Units d'Amèrica           | 1924 | 2005 | Fantasia ✻                    | When I Was Miss Dow (1966) Finalista al James Tiptree Jr Memorial 1996 | EN ES     |
| Phyllis       | GOTLIEB     | Canadà                           | 1926 | 2009 | Espai ➤                       | Flesh and Gold (1998) 5 nominacións al guardó Aurora Guanyadora Aurora - Life Achievement 1982 Nominada al James Tiptree Jr 1998                                                                          | EN ES     |
| Anne          | McCAFFREY   | Estats Units d'Amèrica · Irlanda | 1926 | 2011 | Fantasia ✻                    | Sèrie de Pern Guardons Hugo 1968 i Nebula 1969 SFWA Grand Master 2005 Science Fiction Hall of Fame 2006 Guardó Robert A. Heinlein 2007                                                                    | EN ES     |
| Rosel George  | BROWN       | Estats Units d'Amèrica           | 1926 | 1967 | Espai ➤                       | Sèrie Sibyl Sue Blue (1966) Nominada al guardó Nebula 1967 Guardó Hugo 1959 | EN        |
| Angélica      | GORODISCHER | Argentina                        | 1928 |      | Fantasia ✻                    | Prodigios (1994) Kalpa imperial (2000) World Fantasy - Life Achievement 2011 | EN ES     |
| Kate          | WILHELM     | Estats Units d'Amèrica           | 1928 | 2018 | Fantasia Ecologia ✻ ☯︎         | Where Late the Sweet Birds Sang (1976) 2 guardons Hugo (1977, 2006) 2 guardons Nebula (1969, 1987,1988) Nominada al guardó James Tiptree Jr 1996 Science Fiction Hall of Fame 2003 Guardó de la SFWA 2004 | EN ES     |
| Ursula K.     | LE GUIN     | Estats Units d'Amèrica           | 1929 | 2018 | Fantasia Ecologia Queer ✻ ☯︎ ⚧ | Sèrie Hainish: Sèrie Ekumen: Sèrie Terramar: L'Ull de la garsa (1978) The Matter of Seggri (1994) Science Fiction Hall of Fame 2001 SFWA Grand Master 2003                                                | CAT EN ES |
| Sheri S.      | TEPPER      | Estats Units d'Amèrica           | 1929 | 2016 | Fantasia ✻                    | Relat breu "Prince Shadowbow" (1985) A Gate To Women's Country (1988) World Fantasy - Life Achievement 2015                                                                                               | EN ES     |
| Marion Zimmer | BRADLEY     | Estats Units d'Amèrica           | 1930 | 1999 | Fantasia Ginecotopia ✻ ▼ ⚢    | Sèrie Mists of Avalon Sèrie Darkover World Fantasy - Life Achievement 2000 | EN ES     |
| Julian Clare  | MAY         | Estats Units d'Amèrica           | 1931 | 2017 | Fantasia Espai ✻ ➤            | Sèrie Pliocene Exile Guardó Locus 1982 First Fandom Hall of Fame 2015 | EN ES     |
| Kit           | REED        | Estats Units d'Amèrica           | 1932 | 2017 | Fastastika Ǯ                  | The Bride of Bigfoot (1984) Little Sisters of the Apocalypse (1994) Weird Women, Wired Women (1998) The Night Children (2008) 3 nominacions al James Tiptree Jr Memorial (1996,1999)                      | EN ES     |
| Mary Jane     | ENGH        | Estats Units d'Amèrica           | 1933 |      | Espai ➤                       | Rainbow Man (1993) Nominada al James Tiptree Jr 1994 Nominada al guardó Prometheus 1994 Autor Emèrit de la SFWA 2009                                                                                      | EN ES     |
| Juanita       | COULSON     | Estats Units d'Amèrica           | 1933 |      | Espai Distopia ➤ ☁︎            | Sèrie Children of the Stars 8 vegadas finalista guardó Hugo (1959-1968) Guanyadora Hugo 1965 (*) John Jay Wells (pseudònim) (*) editora CF fanzine Yandro                                                 | EN        |
| Diana Wynne   | JONES       | Regne Unit                       | 1934 | 2011 | Espai Fantasia ➤ ✻            | Changeover (1970) 2 vegades finalista al guardó Hugo 14 nominacions als guardons Locus World Fantasy - Life Achievement 2007                                                                              | EN ES     |
| Monique       | WITTIG      | França                           | 1935 | 2003 | Ginecotopia ▼ ⚢               | Les Guérillères (1969) Nominada al James Tiptree Jr Memorial 1996 | ES FR     |
| Josephine     | SAXTON      | Regne Unit                       | 1935 |      | Espai ➤                       | Queen of the States (1986) Nominada al guardó Arthur C. Clarke 1987 Nominada al guardó British SF Association 1987                                                                                        | EN ES     |
| Marge         | PIERCY      | Estats Units d'Amèrica           | 1936 |      | Fantasia Utopica ✻ ★          | Woman on the Edge of Time (1976) Guardó Arthur C Clarke 1993 Finalista James Tiptree Jr Memorial (1992, 1996)                                                                                             | EN        |
| Suzette Haden | ELGIN       | Estats Units d'Amèrica           | 1936 | 2015 | Ginecotopia ▼ ⚢               | Trilogia Native Tongue (1984) \| Nominada al James Tiptree Jr Memorial 1995 | CAT EN ES |
| Joanna        | RUSS        | Estats Units d'Amèrica           | 1937 | 2011 | Ginecotopia ▼ ⚢               | Relat breu "When It Changed"(1972) L'Home femella (1975) Science Fiction Hall of Fame 2013 | CAT EN ES |

## Segona Guerra Mundial (1939-1945)
| Nom            | Cognom    | Nacionalitat           | Neix | Mor  | Temes                           | Obres i guardons rellevants | Obres     |
| -------------- | --------- | ---------------------- | ---- | ---- | ------------------------------- | --- | --------- |
| Jane           | YOLEN     | Estats Units d'Amèrica | 1939 |      | Espai Fantasia ➤ ✻              | La Sang del drac (1999)World Fantasy - Life Achievement 2009 SFWA Grand Master 2017                                                                                      | CAT EN ES |
| Katherine V.   | FORREST   | Canadà                 | 1939 |      | Ginecotopia ▼ ⚢                 | Daughters of an Emerald Dusk (1984) Guardó Lambda 2006 | EN        |
| Suzy McKee     | CHARNAS   | Estats Units d'Amèrica | 1939 |      | Ginecotopia ▼ ⚢                 | Sèrie Holdfast Chronicles \| James Tiptree Jr Memorial (1996, 2000) | EN ES     |
| Margaret       | ATWOOD    | Canadà                 | 1939 |      | Distopia ☁︎ ⚢                    | Trilogia MaddAddam (2013): (I).Oryx and Crake El Conte de la serventa (2018) The Year of the Flood (2009) Guardó Arthur C. Clarke 1987 Science Fiction Hall of Fame 2017 | CAT EN ES |
| Angela         | CARTER    | Estats Units d'Amèrica | 1940 |      | Fastastika Ǯ                    | La Cambra sagnant (1992) Sàvies criatures (2000) Guardó James Tiptree Jr. 1997                                                                                           | CAT EN ES |
| Rachel         | INGALLS   | Estats Units d'Amèrica | 1940 | 2019 | Fantasia ✻                      | La senyora Caliban (1982) | CAT ES    |
| Margery        | KRUEGER * | Estats Units d'Amèrica | 1940 | 2006 | Ginecotopia ▼ ⚢                 | Leviathan's Deep (1979) Sèrie Rabelais (*) Jayge Carr (pseudònim) | EN ES     |
| Judith         | MOFFET    | Estats Units d'Amèrica | 1942 |      | Espai Queer Tech ➤ ⚧ @          | Pennterra (1987) Time, Like an Ever-Rolling Stream (1992) Guardó Theodore Sturgeon Memorial 1987 Guardó John W. Campbell 1988 Nominada al James Tiptree Jr Memorial 1993 | EN ES     |
| Eleanor        | ARNASON   | Estats Units d'Amèrica | 1942 |      | Fantasia Espai Fastastika ✻ ➤ Ǯ | A Woman of the iron people (1991) Ring of swords (1993) Hwarhath Stories: Transgressive Tales by Aliens (2016) Guardó James Tiptree Jr. 1991                             | EN ES     |
| Lee            | KILLOUGH  | Estats Units d'Amèrica | 1942 |      | Espai Fastastika Tech ➤ Ǯ @     | Nominada als guardons Hugo i Locus (1885, 1889) | EN ES     |
| Carolyn Janice | CHERRYH   | Estats Units d'Amèrica | 1942 |      | Espai ➤                         | Sèrie Chanur Sèrie Cyteen SFWA Grand Master 2016 | EN ES     |

## Guerra Freda (1945 - 1960)
| Nom              | Cognom      | Nacionalitat                        | Neix        | Mor  | Temes                                | Obres i guardons rellevants | Obres     |
| ---------------- | ----------- | ----------------------------------- | ----------- | ---- | ------------------------------------ | --- | --------- |
| Elizabeth        | MOON        | Estats Units d'Amèrica              | 1945        |      | Fantasia Espai Bèl·lica ✻ ➤ ✖︎        | Remnant population (1996) Speed of dark (2002) Guardó Nebula 2003 Guardó Robert A. Heinlein 2007 | EN ES     |
| Connie           | WILLIS      | Estats Units d'Amèrica              | 1945        |      | Espai Bèl·lica ➤ ✖︎                   | Sèrie Oxford historians Doomsday Book (1992) Guardó Science Fiction Hall of Fame 2009 Guardó Robert A. Heinlein 2011 Guardó SFWA Grand Master 2012 Guardó Ignotus (1995, 2000) | EN ES     |
| Eileen           | GUNN        | Estats Units d'Amèrica              | 1945        |      | Utopia Bèl·lica Tech ★ ✖︎ @           | Stable Strategies and Others (2005) 5 nominaciós als guardons Locus Guardó Nebula 2005 Nominada al James Tiptree Jr 2005 | EN ES     |
| Janet Ellen      | MORRIS      | Estats Units d'Amèrica              | 1946        |      | Espai Bèl·lic Fantasia ➤✖︎ ✻          | Sèrie Heroes in Hell Sèrie Dream Dancer/Kerrion Empire 4 nominaciós als guardons Locus | EN ES     |
| Élisabeth        | VONARBURG   | França · Canadà                     | 1946        |      | Espai Queer ➤ ⚧                      | Sèrie Maerlande: In the mothers' land (1992) Guardó Aurora 1987 Nominada al James Tiptree Jr Memorial 1993 Finalista Philip K. Dick 1996 | EN        |
| Elizabeth A.     | LYNN        | Estats Units d'Amèrica              | 1946        |      | Fantasia ✻                           | The Woman Who Loved the Moon and Other Stories (1981) Sèrie Chronicles of Tornor: III.Northern Girl (1980) 2 guardons World Fantasy 1980 Nominada al James Tiptree Jr (1996,1999) 10 nominacions als guardons Locus | EN ES     |
| Sally Miller     | GEARHART    | Estats Units d'Amèrica              | 1947        |      | Ginecotopia Ecologia ▼ ☯︎             | Wanderground: stories of the Hill women (1979) | EN        |
| Octavia E.       | BUTLER      | Estats Units d'Amèrica              | 1947        | 2006 | Espai Queer ➤ ⚧                      | Sèrie de Lilith's Brood ó Trilogia Xenogenesis Guardons: Nebula, Hugo, Locus. Finalista James Tiptree Jr Memorial (1996,1999) Science Fiction Hall of Fame 2010 SFWA Solstice 2012 | CAT EN ES |
| Tanith           | LEE *       | Regne Unit                          | 1947        | 2015 | Fastastika Ǯ                         | 2 guardons Nebula World Fantasy - Life Achievement 2013 (*) Esther Garber (pseudònim) | EN ES     |
| Zoe              | FAIRBAIRNS  | Regne Unit                          | 1948        |      | Distopia ☁︎                           | Benefits (1979) Finalista al Philip K. Dick 1984 | EN ES     |
| Donna J.         | YOUNG       | Estats Units d'Amèrica              | Sense dades |      | Ginecotopia ▼ ⚢                      | Retreat: As It Was! A Fantasy (1979) | EN        |
| Pamela           | SARGENT     | Estats Units d'Amèrica              | 1948        |      | Distopia Espai Fastastika ☁︎ ➤ Ǯ      | Sèrie de Venus 6 Nominacions al James Tiptree Jr Memorial Guardó de la SFWA 2000 Guardó Pilgrim 2012 Guardons Locus i Nebula: 1993 | EN ES     |
| Nancy            | KRESS       | Estats Units d'Amèrica              | 1948        |      | Distopia Espai Tech ☁︎ ➤ @            | Trilogia Beggars Aurora: beyond equality (1976) 6 guardons Nebula 5 Nominacions al James Tiptree Jr Memorial Guardó Hugo 2009 Guardó Locus 2015 | EN ES     |
| Vonda N.         | McINTYRE    | Estats Units d'Amèrica              | 1948        |      | Espai Tech ➤ @ ⚢                     | Dreamsnake (1978) The Moon and the Sun (1997) Guardó Nebula (1974,1979,1998) 5 nominacions al James Tiptree Jr Memorial Guardó SFWA Service 2010 | EN ES     |
| Joan C. Dennison | VINGE       | Estats Units d'Amèrica              | 1948        |      | Fantasia Espai Tech ✻ ➤ @ ⚢          | The Snow Queen (1980) Ladyhawke (1985) L'Urpa del gat (1988) Sèrie Heaven Chronicles (1991) 2 guardons Hugo (1978, 1981) 2 nominacions al Nebula (1980, 1981) Guardó Locus 1981 | CAT EN ES |
| Marta            | RANDALL     | Mèxic                               | 1948        |      | Distopia Espai Ecologia ☁︎ ➤ ☯︎        | *Veure bibliografia indicada -> 2 Nominacions al Nebula (1977, 1981) 5 Nominacions als guardons Locus | EN ES     |
| Lois McMaster    | BUJOLD      | Estats Units d'Amèrica              | 1949        |      | Distopia Espai Bèl·lica ☁︎ ➤ ✖︎ ⚢      | Sèrie Vorkosigan 7 guardons Hugo 3 guardons Nebula Finalista al James Tiptree Jr Memorial 2001 | EN ES     |
| Linda Timmel     | DUCHAMP *   | Estats Units d'Amèrica              | 1950        |      | Distopia Espai ☁︎ ➤ ⚢                 | Relat breu "Obscure Relations" (2006) The forbidden words of Margaret A. Guardó Gaylactic Spectrum 2007 9 nominacions al James Tiptree Jr Memorial (*) Editora a Aqueduct Press | EN        |
| Karen Joy        | FOWLER      | Estats Units d'Amèrica              | 1950        |      | Fantasia ✻                           | The Science of Herself (2013) Guardó John W. Campbell 1987 2 guardons Nebula (2004, 2008) 3 nominacions James Tiptree Jr (1992,1999,2003) | EN ES     |
| Mary Doria       | RUSSEL      | Estats Units d'Amèrica              | 1950        |      | Espai ➤                              | The Sparrow (1996) Guardó James Tiptree, Jr. 1997 Guardó Arthur C Clarke 1998 Guardó British SF Association 1998 | EN ES     |
| Barbara          | HAMBLY      | Estats Units d'Amèrica              | 1951        |      | Fastastika Bèl·lica Espai Ǯ ✖︎ ➤      | The Ladies of Mandrigyn (1984) Dragonsbane (1986) Guardó Locus 1989 Finalista al James Tiptree Jr Memorial 1995 | EN ES     |
| Lisa             | TUTTLE      | Estats Units d'Amèrica · Regne Unit | 1952        |      | Fastastika Espai Ǯ ➤                 | Lost Futures (1992) The Pillow Friend (1996) 4 nominacions al Hugo (1976,1981) Guardó Nebula 1982 4 nominacions al James Tiptree, Jr. (1993, 1996, 1997) | EN ES     |
| Andrea           | HAIRSTON    | Estats Units d'Amèrica              | 1952        |      | Espai ➤                              | Finalista al Philip K. Dick 2007 2 Guardons Carl Brandon (2007, 2014) Guardó James Tiptree, Jr. 2011 | EN        |
| Candas Jane      | DORSEY      | Canadà                              | 1952        |      | Espai Tech ➤ @                       | 2 Guardons Aurora (1989, 2018) Guardó James Tiptree, Jr. 1998 | EN        |
| Pat              | CADIGAN     | Estats Units d'Amèrica              | 1953        |      | Espai Tech ➤ @                       | The Ultimate cyberpunk (2002) 3 Guardons Locus (1988, 1990, 2013) 2 Guardons Arthur C Clarke (1992,1995) Guardó Hugo 2013 | EN ES     |
| Catherine        | ASARO       | Estats Units d'Amèrica              | 1955        |      | Espai Tech ➤ @                       | The quantum rose (2000) 3 nominacions al guardó Hugo (1999, 2001, 2004) 2 guardons Nebula (2002, 2009) | EN ES     |
| Pat              | MURPHY      | Estats Units d'Amèrica              | 1955        |      | Fantasia Tech ✻ @                    | Nadya: the wolf chronicles (1997) 2 guardons Nebula 1988 3 nominacions al guardó Hugo (1988, 1991, 1994) | EN ES     |
| Joan             | SLONCZEWSKI | Estats Units d'Amèrica              | 1956        |      | Ecologia Ginecotopia Tech ☯︎ ▼ @ ⚢    | Sèrie Elysium Chronicles: A Door Into Ocean (1986) Finalista al James Tiptree Jr Memorial 1999 2 guardons John W. Campbell (1987, 2012) | EN ES     |
| Daína            | CHAVIANO    | Cuba · Estats Units d'Amèrica       | 1957        |      | Fantasia ✻                           | *Veure bibliografia indicada. | EN ES     |
| Johanna          | SINISALO    | Finlàndia                           | 1958        |      | Fantasia Distopia ✻☁︎                 | Auringon ydin (2013) Enmen päivänlaskua ei voi (2006) 7 Guardons Atorox (1986, 1989, 1993, 1994, 1997, 2001) Guardó James Tiptree Jr. 2005 Finalista al Theodore Sturgeon Memorial 2008 Guardó Nebula 2009 3 nominacions als guardons Locus (2007, 2011, 2015) Finalista al James Tiptree Jr. Memorial 2017 Guardó Prometheus 2017 | ES        |
| Maureen          | F. McHUGH   | Estats Units d'Amèrica              | 1959        |      | Ecologia Distopia Queer Tech ☯︎ ☁︎ ⚧ @ | China Mountain Zhang (1992) Mission Child (1998) Guardó Lambda 1993 2 guardons Locus (1993,1996) Guardó James Tiptree Jr Memorial 1995 Guardó Hugo 1996 | EN ES     |

## Període (1960-1980)
| Nom        | Cognom    | Nacionalitat                     | Neix | Mor | Temes                              | Obres i guardons rellevants | Obres |
| ---------- | --------- | -------------------------------- | ---- | --- | ---------------------------------- | --- | ----- |
| Nalo       | HOPKINSON | Jamaica · Canadà                 | 1960 |     | Fantasia Tech Espai ✻ @ ➤ ⚢        | Midnight robber (1998) James Tiptree Jr. Memorial 2000 | EN ES |
| Nicola     | GRIFFITH  | Regne Unit                       | 1960 |     | Espai Ginecotopia Ecologia ➤ ▼ ☯︎ ⚢ | Ammonite (1992) Slow river (1995) Guardó James Tiptree, Jr. 1994 Guardó Nebula 1997 4 Guardons Lambda (1993, 1996, 1998, 1999) | EN ES |
| Caitlin R. | KIERNAN   | Irlanda · Estats Units d'Amèrica | 1964 |     | Fastastika Espai Ǯ ➤ ⚢             | The Drowning Girl (2912) Guardó James Tiptree, Jr. 2013 | EN ES |
| Ann        | LECKIE    | Estats Units d'Amèrica           | 1966 |     | Fantasia Tech Espai ✻ @ ➤          | Trilogia Imperial Radch (2013) Nominada al James Tiptree Jr. Memorial 2014 Guardó Hugo 2014 Guardó Nebula 2014 2 guardons BSFA (2014, 2015) 3 guardons Locus (2014, 2015, 2016)                                                                            | EN ES |
| Nora K.    | JEMISIN   | Estats Units d'Amèrica           | 1972 |     | Fastastika Distopica Tech Ǯ ☁︎ @ ⚢  | Trilogia Inheritance The Effluent Engine (2011) The Fifth Season (2015) 3 guardons Locus (2011, 2018, 2019) Nominada al James Tiptree Jr. 2015 4 guardons Hugo (2016, 2017, 2018, 2020) Guardó Nebula 2018 Guardó British Fantasy- Karl Edward Wagner 2018 | EN ES |
| Nnedi      | OKORAFOR  | Estats Units d'Amèrica           | 1974 |     | Fantasia Espai Tech ✻ ➤@           | Qui tem la mort (2019) 2 guardons Carl Brandon (2008, 2012) Nominada al James Tiptree Jr. 2011 2 guardons Hugo (2016, 2020) Guardó Nebula 2016 Guardó Locus 2018 Guardó Ignotus 2019 Guardó Eisner 2020                                                    | ES    |
| Sarah      | HALL      | Regne Unit                       | 1974 |     | Fastastika Distopica Tech Ǯ ☁︎ @ ⚢  | The Carhullan Army (2007) Guardó James Tiptree, Jr. 2008 | EN    |
| Naomi      | ALDERMAN  | Regne Unit                       | 1974 |     | Distopia ☁︎                         | The Power (2016)Guardó Baileys Women's 2007 Nominada James Tiptree, Jr. 2017 | EN ES |

## Període (1980-actualitat)
| Nom     | Cognom | Nacionalitat           | Neix | Mor | Temes                            | Obres i guardons rellevants | Obres     |
| ------- | ------ | ---------------------- | ---- | --- | -------------------------------- | --- | --------- |
| Kameron | HURLEY | Estats Units d'Amèrica | 1980 |     | Espai Fantasia Tech Queer ✻ ➤@▼⚧ | The Stars Are Legion (2017) The Geek Feminist Revolution (assaig) La brigada lluminosa Nominació al James Tiptree Jr 2012 Guardó Hugo 2014 Guardó Locus 2017 Guardó British Fantasy 2017 2 Guardons Ignotus 2018, 2020 | CAT EN ES |